# Castelo d'Eu
O Castelo d'Eu (Château d'Eu em francês) está localizado na comuna de Eu, no departamento do Sena Marítimo, na região da Alta Normandia, França.

## História

### Antecedentes
Em 996, o Condado d'Eu foi criado por Ricardo, neto de Rolando, com a finalidade de proteger a Normandia.
A primeira referência histórica ao castelo, entretanto, data de 1050, quando Guilherme (duque da Normandia e posteriormente rei da Inglaterra) nele desposou Matilda de Flandres, filha de Balduíno V, conde de Flandres. Os estudiosos admitem, por essa razão, a anterior existência de uma fortificação com a função de defesa daquela fronteira setentrional da Normandia.
Em 1180, Laurent O'Toole, arcebispo de Dublin e legado do Papa, tentou encontrar-se com Henrique II da Inglaterra (duque da Normandia) em Ruão. O religioso caiu doente em Eu, onde veio a falecer, vindo a ser beatificado em 1186 e canonizado em 1225. A Colegiada, nos trabalhos iniciados em 1186, recebeu o nome de Notre-Dame et Saint Laurent. Saint Laurent é o padroeiro da vila d'Eu, e parte de suas relíquias ainda está conservada na Colegiada. Ricardo Coração de Leão (duque da Normandia) mandou construir as muralhas que envolvem a vila.
Em 1430, durante a Guerra dos Cem Anos, Joana d'Arc, aprisionada em Compiègne pelos ingleses e conduzida a Ruão, passou por Eu, onde passou a noite.
A vila foi incendiada em 1475, por ordem de Luís XI de França, que supôs que o conde de Saint-Pol não conseguiria mantê-la a salvo dos ingleses. O Conde d'Eu à época, João de Borgonha, mandou erguer rapidamente uma mansão com uma pequena torre acedida por uma escada exterior.

### Os séculos XVI e XVII

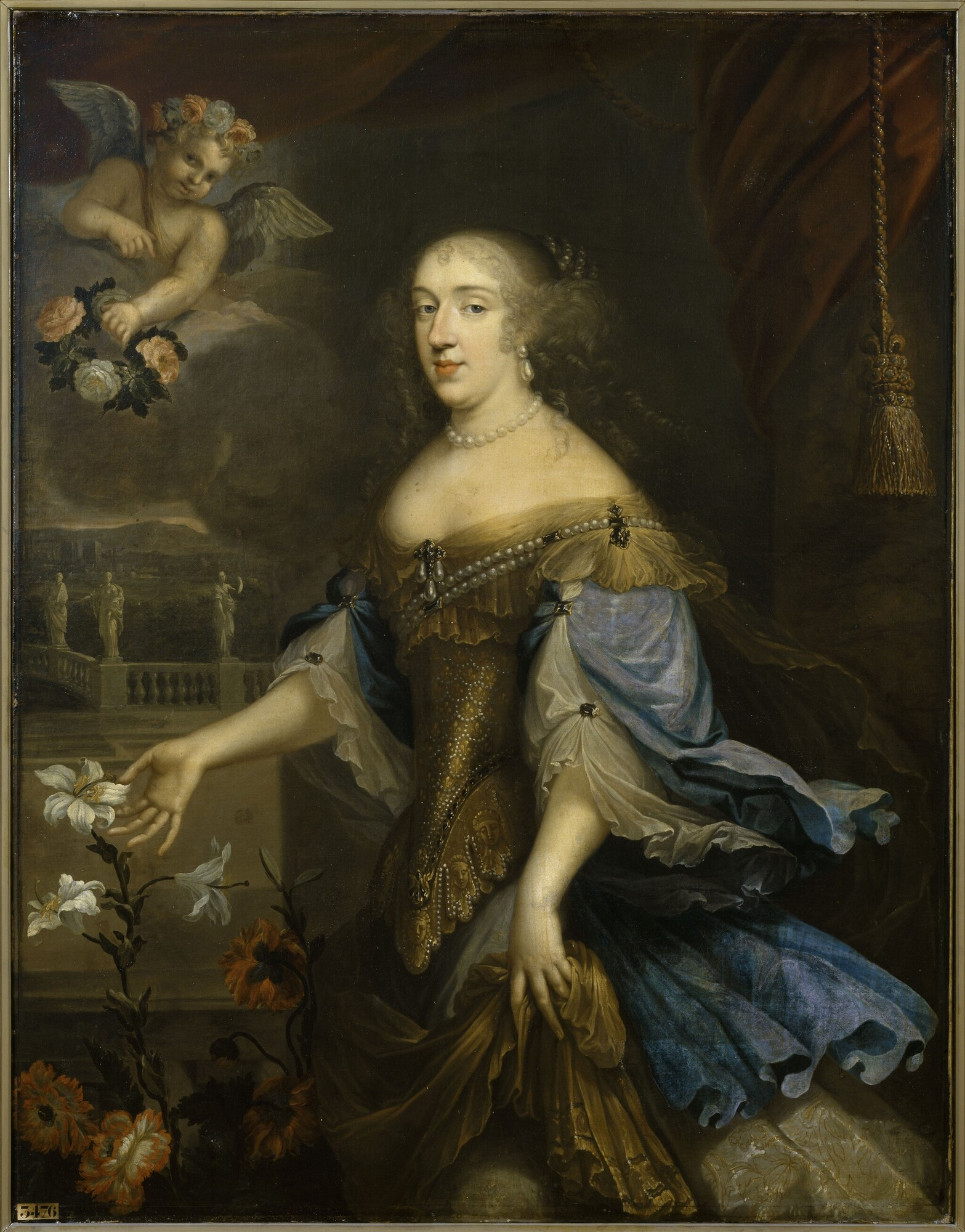
La Grande Mademoiselle.

No final do século XVI, Catarina de Clèves, condessa d'Eu, e seu marido, o duque Henrique I de Guise, iniciaram a  construção de um vasto castelo com planta em "U", da qual, entretanto, apenas uma ala e metade dos aposentos foram executados.
O Castelo d’Eu, no século XVII, foi utilizado como residência da chamada Grande Mademoiselle, Ana, duquesa de Montpensier, uma prima de Luís XIV da França, que em 1663 a condenou ao exílio em seu domínio Normando (herdado de sua avó materna, Catarina Henriqueta de Joyeuse), para puni-la por sua participação na Fronda.
A duquesa de Montpensier (ou condessa d'Eu) enriqueceu e decorou o castelo, que havia comprado em 1660, com a sua valiosa coleção de retratos; alongou um pavilhão flanqueado por um toilete que está conservado até hoje. Dirigiu ainda a construção de um jardim em estilo inglês, sacrificando o bastião fronteiro à fachada oeste; plantou diversas espécies de plantas ornamentais e árvores frutíferas; e ergueu um pequeno castelo para o seu repouso, assim como um pavilhão que lhe permitia admirar o mar.
A duquesa de Montpensier vendeu o castelo em 1681, ao duque de Maine.
O século XVIII transcorreu sem fatos dignos de menção.

### Do século XIX ao XX

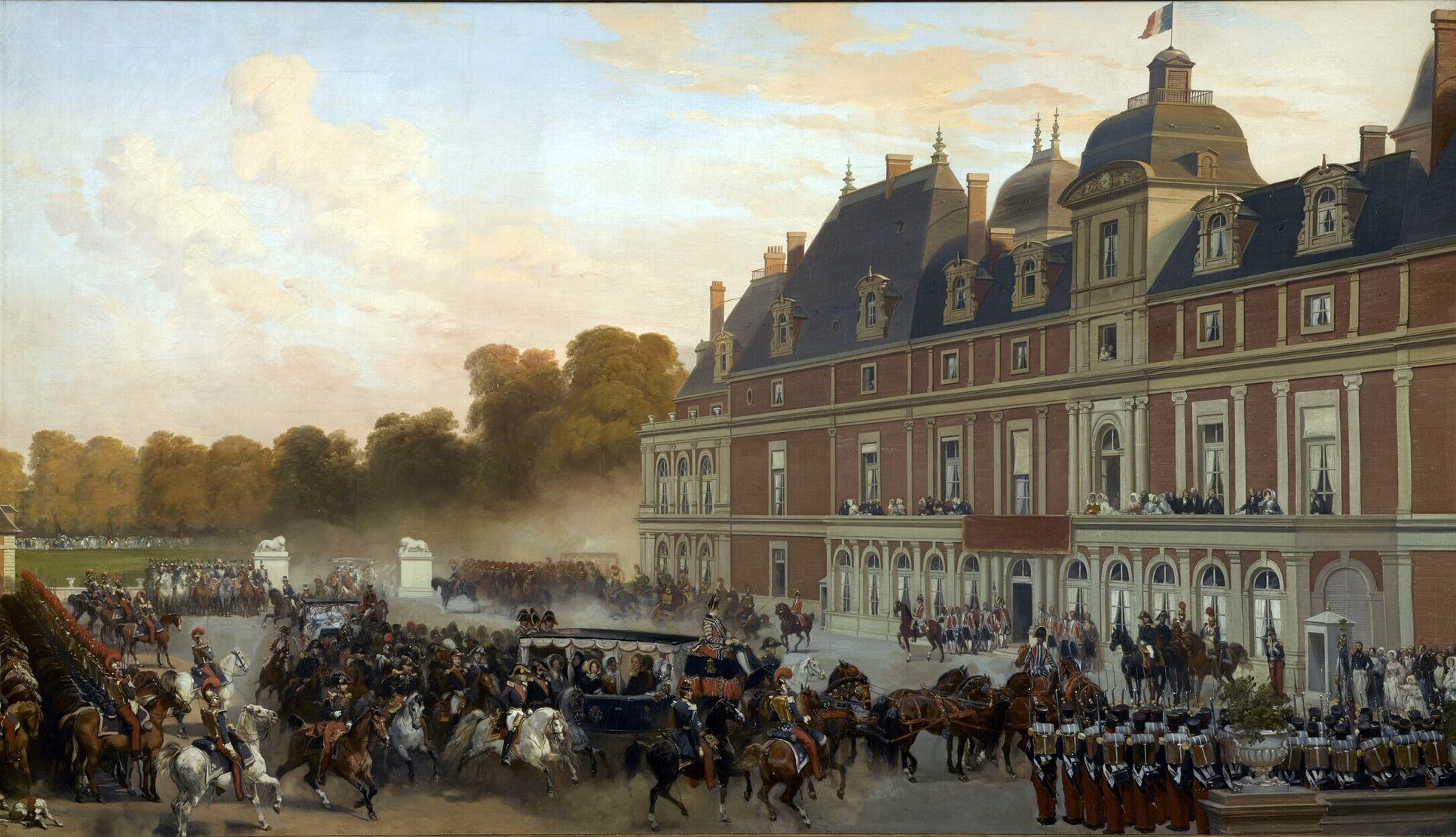
Visita da Rainha Vitória ao rei Luís Filipe I, no Castelo d'Eu, 1843. Por Eugène Lami.

No século XIX, com a morte da mãe em 1821, coube ao duque de Orléans os domínios d'Eu.
Em 1828, o arquiteto Pierre François Léonard Fontaine començou a restaurar o castelo. Cozinhas, partes comuns, estufas e uma cerca foram construídas para o conforto dos príncipes. Caves foram escavadas, grandes vidros foram encomendados às vidraçarias do vale de Bresle para guarnecer as vinte e quatro portas-janelas, janelas, lucernas e tabaqueiras, assim como sutuosos pisos de marchetaria, feitos pelo artesão inglês Packham, para todos os aposentos do rés-do-chão e do primeiro piso do castelo. Neste período, o castelo foi objeto das visitas regulares do rei Luís Filipe I da França e de sua família.
Aqui foi o local simbólico da formação da Primeira Entente Cordiale com as visitas da Rainha Vitória em 1843 e em 1845.
Em 1874, o Conde de Paris, neto do soberano francês, apaixonado pelos princípios da agronomia inglesa, criou uma fazenda-modelo. Confiou a modernização e decoração do castelo a Eugène Viollet-le-Duc, que nelas trabalhou até à sua morte, em 1879. Foi a um aluno de Viollet-le-Duc, Morice, que confiou, antes de sua partida para o exílio em 1886, a restauração da Capela da Santa Cruz, até então abandonada.
Tornou-se residência da Família Imperial Brasileira no exílio. Gastão de Orleans, Conde d'Eu, recebeu permissão de seus familiares para residir no castelo junto com sua esposa, a princesa Isabel do Brasil, e três filhos. Os seus descendentes residiram no castelo até 1945.
Um violento incêndio destruiu toda a parte sul do Castelo em 1902, poupando apenas a Capela e o toilete. Os trabalhos de restauração foram levados a cabo pelo Conde d'Eu e o Príncipe Pedro de Alcântara de Orléans e Bragança, seu filho mais velho.

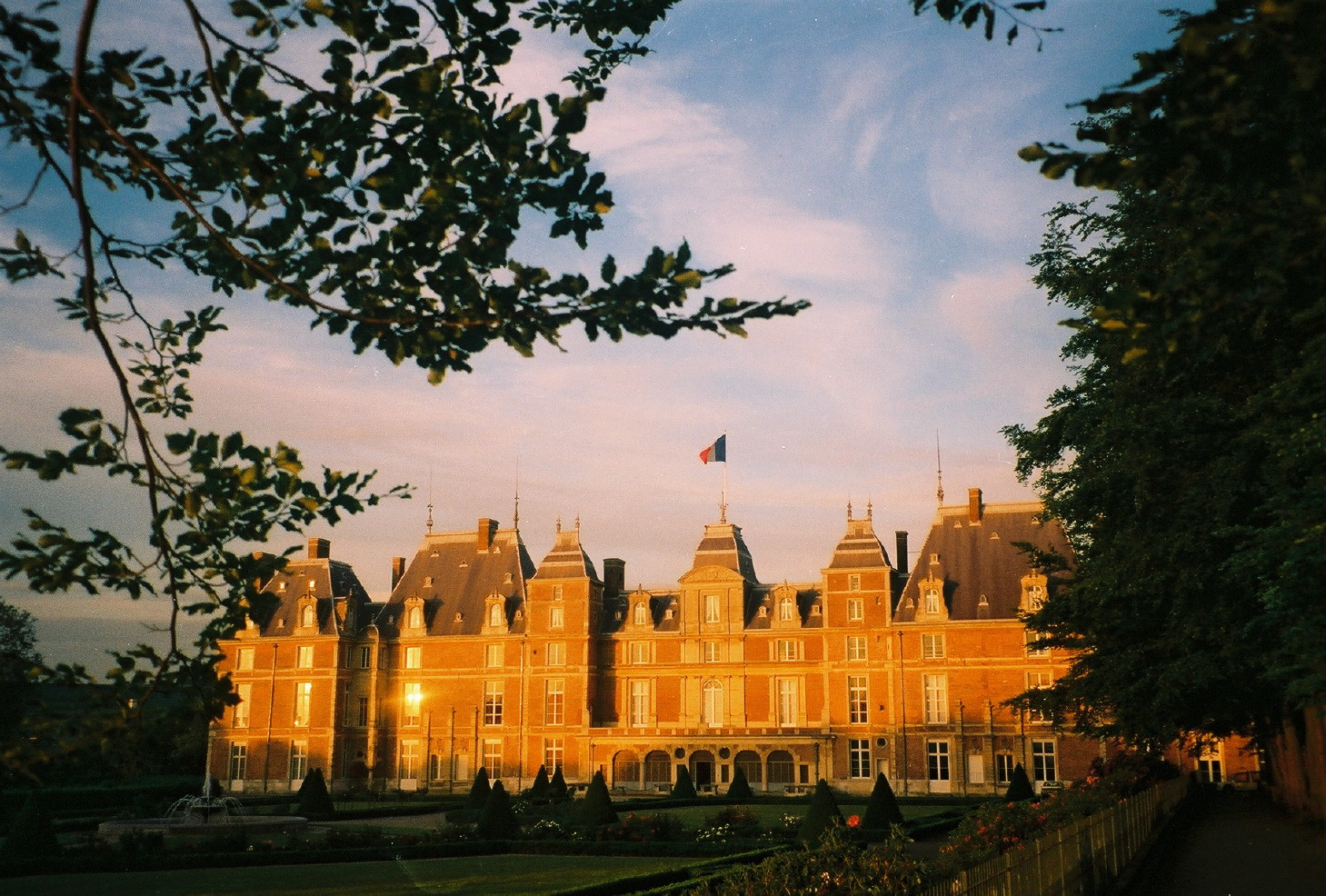
Outro ângulo do castelo.

Em 1914, com a eclosão da Primeira Guerra Mundial, o Hospital temporário n.° 20 foi instalado nas dependências do Castelo. Graças aos esforços do major Denis Sauzéat (falecido em 1915) para obter recursos, ao auxílio de Marie Curie e à utilização da viatura do Príncipe Pedro de Alcântara, ele estabeleceu um posto de radiologia em uma das salas do Castelo.
Na década de 1940, os Orleans e Bragança venderam o castelo ao magnata brasileiro Assis Chateaubriand, que pretendia fazer da construção a sede da "Fundação Dom Pedro II", um instituto de auxílio a estudantes brasileiros na Europa, que jamais saiu do papel.
Adquirido pelo governo municipal de Sena Marítimo em 1961, o Castelo d'Eu reabriu em 1973, passando a abrigar a Casa da Câmara e o chamado Musée Louis-Philippe, este último destinado a preservar a memória dos príncipes e da monarquia. Em seu acervo encontram-se peças pertencentes à Família Imperial Brasileira.

### Nos dias de hoje
Trabalhos de restauração de seu interior tiveram início em 2001, tendo o Museu se mantido fechado por cerca de dois anos. Foi reaberto, parcialmente, ao público no dia 1º de setembro de 2003.